# Женска полова система
Женската полова система (на латински: systema genitalis feminina) е съвкупност от анатомични полови органи при животните и човека. Основните органи на женската полова система са женските полови жлези (яйчници) и матката. Разположени са в долната част на коремната кухина.

## Основна функция
Основната функция на женската полова система е производството на женските гамети – яйцеклетките. След това женският индивид:
- отделя яйцеклетките в околната среда, където те се срещат с мъжките гамети – сперматозоидите и получените от оплождането организми се развиват напълно самостоятелно – Риби;
- приема мъжките гамети за оплождане, след което отделя оплодените яйцеклетки в околната среда, като продължава да се грижи за тях до излюпването на новополучените организми – Птици;
- приема мъжките гамети за оплождане, осигурява на новополучения организъм всички необходими условия за ембрионално развитие и ражда жизнеспособен приплод – Бозайници.

## Женски полови органи при човека
От физиологична гледна точка се различават следните части:
- Възпроизвеждаща част (pars generandi) – към нея принадлежат яйчниците, които са основната част на половия апарат. Женските полови жлези се наричат яйчници. Те са два, с овална форма и големина 4 – 5 cm. Когато жената е в полова зрялост, всеки месец в един от яйчниците узрява една яйцеклетка, затова жената ражда по едно дете. Възможно е в двата яйчника едновременно да узрее по една яйцеклетка. Тогава се раждат двуяйчни близнаци.
- Част за оплождане на яйцето и износване на плода, докато той стане жизненоспособен (pars gestationis) – тръбите, в които става оплождането на яйцето и сперматозоида, и матката, където се поселява и развива оплоденото яйце. Матката е кух орган с форма на круша. Изградена е главно от мускулна тъкан. В нея се развива зародишът. Част от вътрешната ѝ повърхност участва в образуването на плацентата. Плацента се образува само когато жената е бременна. Чрез нея се осъществява връзката между майчиния организъм и зародиша. Изграждането ѝ започва през третата седмица от началото на бременността и продължава до края на третия месец. Ако тя не се образува правилно, детето може да се роди с увреждания. Плацентата се свързва със зародиша чрез пъпната връв. Пъпната връв е сноп от кръвоносни съдове, които свързват големия кръг на кръвообращение на майката и кръвообращението на зародиша. Чрез плацентата зародишът получава кислород и хранителни вещества и изхвърля въглероден диоксид и урея с помощта на майчиния организъм.
- Част за полови сношения – копулация (pars copulationis) – влагалището и външните полови органи.

Някои от половите органи са разположени в празнината на таза, която е част от коремната кухина, а други се намират на тазовото дъно извън тазовата празнина. Според това от антропографска гледна точка се различават:
- Външни полови органи – гениталиите, разположени извън празнината на таза, пред и под os pubis.
- Вътрешни полови органи – частта от половия апарат, разположени в празнината на таза. Вътрешните полови органи са добре защитени от здравите костни стени и фасциите.

Границите между външните и вътрешните полови органи е девствената ципа – (хименът).
В най-близко отношение към половия апарат се намират:
- пикочопроводните пътища: двата уретера, които минават отначало встрани, а после пред матката и разположените отпред пикочен мехур и уретра;
- правото черво (rectum), което е разположено назад от матката и влагалището.

Тазовата празнина се ограничава надолу (каудално) посредством мускули и фасции, които образуват така нареченото тазово дъно. Пространството между тазовите кости и разположените в тазовата празнина органи е изпълнена със съединителна и мастна тъкан.